# Gilles II (évêque de Rennes)
Pour les articles homonymes, voir Gilles II.
Gilles II ou Ægidius II est évêque de Rennes vers 1299.

## Contexte
Selon l'abbé Amédée Guillotin de Corson, le cartulaire de l'abbaye Saint-Serge d'Angers mentionne la visite de ce prélat nommé Aegidius II en 1299 à Brielles dont l'église dépendait de cette abbaye. C'est l'unique mention de ce 37e évêque de Rennes, ignoré par ailleurs de l'historiographie bretonne,.

## Source
- (la) Jean-Barthélemy Hauréau, Gallia Christiana, vol. XIV Provincia Turonensi, Paris, Firmin-Didot, 1856, p. 755 Episcopi Redonensis XXXVII Ægidius II.